# XVI. legija Gallica
XVI. galska legija (latinsko Legio sexta decima Gallica), rimska legija, ki jo je leta 41 ali 40 pr. n. št. ustanovil cesar Oktavijan. Po vdaji v batavski vstaji je bila leta 70 n. št. razpuščena. Cesar Vespazijan je iz njenih ostankov sestavil XVI. legijo Flavia Firma, ki je bila stacionirana v Siriji. Njen emblem je bil verjetno lev.